# Minden idők 500 legjobb albuma (Rolling Stone magazin)
A „Minden idők 500 legjobb albuma” a Rolling Stone magazin speciális kiadása, amely 2003 novemberében jelent meg legelőször. A lista 273 zenész, kritikus és zeneipari szakember szavazatából állt össze – minden szavazónak egy 50 albumos, sorba rendezett listát kellett beadnia. (A szavazók között voltak többek között Beck, The Edge, Missy Elliott, valamint a Red Hot Chili Peppers, a Metallica, a Linkin Park és a The Doors tagjai.) A lista szubjektív értékítéleten alapul, sokan vitatják hasznosságát.
2012-ben a Rolling Stone magazin egy felülvizsgált, második kiadását publikálta a listának.
2020-ban a Rolling Stone magazin kiadta a lista újabb változatát. Az 500 legjobb album közé 154 teljesen új cím került, melyek se 2003-ban, se 2012-ben nem szerepelt a listán. 2023-ban frissítették, az első 30 helyezett egyáltalán nem változott, a 2020-as évekből hat új lemez került a listára.

## 2003-as lista

### Első 30 helyezett
| #  | Album címe                            | Előadó                         | Megjelenés       |
| -- | ------------------------------------- | ------------------------------ | ---------------- |
| 1  | Sgt. Pepper’s Lonely Hearts Club Band | The Beatles                    | 1967. június     |
| 2  | Pet Sounds                            | The Beach Boys                 | 1966. május      |
| 3  | Revolver                              | The Beatles                    | 1966. augusztus  |
| 4  | Highway 61 Revisited                  | Bob Dylan                      | 1965. augusztus  |
| 5  | Rubber Soul                           | The Beatles                    | 1965. december   |
| 6  | What’s Going On                       | Marvin Gaye                    | 1971. május      |
| 7  | Exile on Main St.                     | The Rolling Stones             | 1972. május      |
| 8  | London Calling                        | The Clash                      | 1979. december   |
| 9  | Blonde on Blonde                      | Bob Dylan                      | 1966. május      |
| 10 | The Beatles                           | The Beatles                    | 1968. november   |
| 11 | The Sun Sessions                      | Elvis Presley                  | 1976. március    |
| 12 | Kind of Blue                          | Miles Davis                    | 1959. augusztus  |
| 13 | The Velvet Underground & Nico         | The Velvet Underground és Nico | 1967. március    |
| 14 | Abbey Road                            | The Beatles                    | 1969. szeptember |
| 15 | Are You Experienced                   | Jimi Hendrix                   | 1967. május      |
| 16 | Blood on the Tracks                   | Bob Dylan                      | 1975. január     |
| 17 | Nevermind                             | Nirvana                        | 1991. szeptember |
| 18 | Born to Run                           | Bruce Springsteen              | 1975. augusztus  |
| 19 | Astral Weeks                          | Van Morrison                   | 1968. november   |
| 20 | Thriller                              | Michael Jackson                | 1982. november   |
| 21 | The Great Twenty-Eight                | Chuck Berry                    | 1982             |
| 22 | John Lennon/Plastic Ono Band          | John Lennon                    | 1970. december   |
| 23 | Innervisions                          | Stevie Wonder                  | 1973. augusztus  |
| 24 | Live at the Apollo                    | James Brown                    | 1963. május      |
| 25 | Rumours                               | Fleetwood Mac                  | 1977. február    |
| 26 | The Joshua Tree                       | U2                             | 1987. március    |
| 27 | King of the Delta Blues Singers       | Robert Johnson                 | 1961             |
| 28 | Who’s Next                            | The Who                        | 1971. augusztus  |
| 29 | Led Zeppelin                          | Led Zeppelin                   | 1969. január     |
| 30 | Blue                                  | Joni Mitchell                  | 1971. június     |

### A legtöbb albummal szereplő előadók
- 11 The Beatles (ebből 4 a top 10-ben) – 10 a 12 stúdióalbumuk közül (plusz a csak Amerikában megjelent Meet the Beatles kiadvány)
- 10 Bob Dylan (ebből 2 a top 10-ben) – 10 a 31 stúdióalbuma közül
- 10 The Rolling Stones (ebből 1 a top 10-ben) – 10 a 21 stúdióalbumuk közül
- 8 Bruce Springsteen – 8 a 12 stúdióalbuma közül
- 7 The Who – 6 a 10 stúdióalbumuk közül; 1 koncertalbum
- 6 David Bowie – 5 a 22 stúdióalbuma közül; 1 válogatásalbum
- 6 Elton John – 5 a 27 stúdióalbuma közül; 1 válogatásalbum
- 5 Led Zeppelin – 5 a 9 stúdióalbumuk közül
- 5 Neil Young - 5 a 29 stúdióalbuma közül
- 5 The Byrds - 4 a 12 stúdióalbumuk közül; 1 válogatásalbum
- 5 U2 – 5 a 12 stúdióalbumuk közül
- 5 Bob Marley and the Wailers - 4 a 15 stúdióalbumuk közül; 1 válogatásalbum

### Albumok megoszlása évtizedek szerint
- 1950-es évek és korábbi– 29 album (5,8%)
- 1960-as évek – 126 (25,2%) (ebből 7 a top 10-ben)
- 1970-es évek– 183 (36,6%) (ebből 3 a top 10-ben)
- 1980-as évek – 88 (17,6%)
- 1990-es évek – 61 (12,2%)
- 2000-es évek – 13 (2,6%)

## 2012-es lista

### Első 30 helyezett
| #  | Album címe                            | Előadó                         | Megjelenés |
| -- | ------------------------------------- | ------------------------------ | ---------- |
| 1  | Sgt. Pepper’s Lonely Hearts Club Band | The Beatles                    | 1967       |
| 2  | Pet Sounds                            | The Beach Boys                 | 1966       |
| 3  | Revolver                              | The Beatles                    | 1966       |
| 4  | Highway 61 Revisited                  | Bob Dylan                      | 1965       |
| 5  | Rubber Soul                           | The Beatles                    | 1965       |
| 6  | What’s Going On                       | Marvin Gaye                    | 1971       |
| 7  | Exile on Main St.                     | The Rolling Stones             | 1972       |
| 8  | London Calling                        | The Clash                      | 1979       |
| 9  | Blonde on Blonde                      | Bob Dylan                      | 1966       |
| 10 | The Beatles                           | The Beatles                    | 1968       |
| 11 | The Sun Sessions                      | Elvis Presley                  | 1976       |
| 12 | Kind of Blue                          | Miles Davis                    | 1959       |
| 13 | The Velvet Underground & Nico         | The Velvet Underground és Nico | 1967       |
| 14 | Abbey Road                            | The Beatles                    | 1969       |
| 15 | Are You Experienced                   | Jimi Hendrix                   | 1967       |
| 16 | Blood on the Tracks                   | Bob Dylan                      | 1975       |
| 17 | Nevermind                             | Nirvana                        | 1991       |
| 18 | Born to Run                           | Bruce Springsteen              | 1975       |
| 19 | Astral Weeks                          | Van Morrison                   | 1968       |
| 20 | Thriller                              | Michael Jackson                | 1982       |
| 21 | The Great Twenty-Eight                | Chuck Berry                    | 1982       |
| 22 | The Complete Recordings               | Robert Johnson                 | 1990       |
| 23 | John Lennon/Plastic Ono Band          | John Lennon                    | 1970       |
| 24 | Innervisions                          | Stevie Wonder                  | 1973       |
| 25 | Live at the Apollo                    | James Brown                    | 1963       |
| 26 | Rumours                               | Fleetwood Mac                  | 1977       |
| 27 | The Joshua Tree                       | U2                             | 1987       |
| 28 | Who’s Next                            | The Who                        | 1971       |
| 29 | Led Zeppelin                          | Led Zeppelin                   | 1969       |
| 30 | Blue                                  | Joni Mitchell                  | 1971       |

### A legtöbb albummal szereplő előadók
| Albumok száma | Előadó                     | Jegyzet                                                                      |
| ------------- | -------------------------- | ---------------------------------------------------------------------------- |
| 11            | Bob Dylan                  | Kettő a legjobb tízben (9., 4.), egy a The Banddel                           |
| 10            | The Beatles                | Négy a legjobb tízben (1., 3., 5., 10.)                                      |
| 10            | The Rolling Stones         | Egy a legjobb tízben (7.)                                                    |
| 8             | Bruce Springsteen          |                                                                              |
| 7             | The Who                    |                                                                              |
| 6             | David Bowie                |                                                                              |
| 6             | Neil Young                 | Egy Crosby, Stills, Nash & Young néven, kettő Neil Young & Crazy Horse néven |
| 5             | Elton John                 |                                                                              |
| 5             | Led Zeppelin               |                                                                              |
| 5             | Bob Marley and the Wailers |                                                                              |
| 5             | Radiohead                  |                                                                              |
| 5             | U2                         |                                                                              |

### Albumok megoszlása évtizedek szerint
- 1950-es évek – 10 (2.0%)
- 1960-as évek – 105 (21.0%)
- 1970-es évek – 186 (37.2%)
- 1980-as évek – 84 (16.8%)
- 1990-es évek – 73 (14.6%)
- 2000-es évek – 40 (8.0%)
- 2010-es évek – 2 (0.4%)

## 2020-as lista

### Első 30 helyezett
| #  | Album címe                                    | Előadó                         | Megjelenés |
| -- | --------------------------------------------- | ------------------------------ | ---------- |
| 1  | What's Going On                               | Marvin Gaye                    | 1971       |
| 2  | Pet Sounds                                    | The Beach Boys                 | 1966       |
| 3  | Blue                                          | Joni Mitchell                  | 1971       |
| 4  | Songs in the Key of Life                      | Stevie Wonder                  | 1976       |
| 5  | Abbey Road                                    | The Beatles                    | 1969       |
| 6  | Nevermind                                     | Nirvana                        | 1991       |
| 7  | Rumours                                       | Fleetwood Mac                  | 1977       |
| 8  | Purple Rain                                   | Prince and the Revolution      | 1984       |
| 9  | Blood on the Tracks                           | Bob Dylan                      | 1975       |
| 10 | The Miseducation of Lauryn Hill               | Lauryn Hill                    | 1998       |
| 11 | Revolver                                      | The Beatles                    | 1966       |
| 12 | Thriller                                      | Michael Jackson                | 1982       |
| 13 | I Never Loved a Man the Way I Love You        | Aretha Franklin                | 1967       |
| 14 | Exile on Main St.                             | The Rolling Stones             | 1972       |
| 15 | It Takes a Nation of Millions to Hold Us Back | Public Enemy                   | 1988       |
| 16 | London Calling                                | The Clash                      | 1979       |
| 17 | My Beautiful Dark Twisted Fantasy             | Kanye West                     | 2010       |
| 18 | Highway 61 Revisited                          | Bob Dylan                      | 1965       |
| 19 | To Pimp a Butterfly                           | Kendrick Lamar                 | 2015       |
| 20 | Kid A                                         | Radiohead                      | 2000       |
| 21 | Born to Run                                   | Bruce Springsteen              | 1975       |
| 22 | Ready to Die                                  | The Notorious B.I.G.           | 1994       |
| 23 | The Velvet Underground & Nico                 | The Velvet Underground és Nico | 1967       |
| 24 | Sgt. Pepper’s Lonely Hearts Club Band         | The Beatles                    | 1967       |
| 25 | Tapestry                                      | Carole King                    | 1971       |
| 26 | Horses                                        | Patti Smith                    | 1975       |
| 27 | Enter the Wu-Tang (36 Chambers)               | Wu-Tang Clan                   | 1993       |
| 28 | Voodoo                                        | D’Angelo                       | 2000       |
| 29 | The Beatles                                   | The Beatles                    | 1968       |
| 30 | Are You Experienced                           | Jimi Hendrix                   | 1967       |

### A legtöbb albummal szereplő előadók
| Albumok száma | Előadó                 | Jegyzet                                                                      |
| ------------- | ---------------------- | ---------------------------------------------------------------------------- |
| 9             | The Beatles            | Egy a legjobb 10-ben (5.)                                                    |
| 8             | Bob Dylan              | Egy a legjobb 10-ben (9.)                                                    |
| 7             | Neil Young             | Egy Crosby, Stills, Nash & Young néven, kettő Neil Young & Crazy Horse néven |
| 6             | Kanye West             |                                                                              |
| 6             | The Rolling Stones     |                                                                              |
| 5             | Led Zeppelin           |                                                                              |
| 5             | Bruce Springsteen      |                                                                              |
| 5             | David Bowie            |                                                                              |
| 4             | Aretha Franklin        |                                                                              |
| 4             | The Who                |                                                                              |
| 4             | Radiohead              |                                                                              |
| 4             | Joni Mitchell          | Egy a legjobb 10-ben (3.)                                                    |
| 4             | Pink Floyd             |                                                                              |
| 4             | Prince                 | Egy a legjobb 10-ben (8.), egy Prince and the Revolution néven               |
| 4             | Stevie Wonder          | Egy a legjobb 10-ben (4.)                                                    |
| 4             | The Velvet Underground | Egy Nico-val                                                                 |

### Albumok megoszlása évtizedek szerint
- 1950-es évek – 9 (1.8%)
- 1960-as évek – 74 (14.8%)
- 1970-es évek – 157 (31.4%)
- 1980-as évek – 71 (14.2%)
- 1990-es évek – 103 (20.6%)
- 2000-es évek – 50 (10.0%)
- 2010-es évek – 36 (7.2%)

## 2023-as lista

### Első 30 helyezett
| #  | Album címe                                    | Előadó                         | Megjelenés |
| -- | --------------------------------------------- | ------------------------------ | ---------- |
| 1  | What's Going On                               | Marvin Gaye                    | 1971       |
| 2  | Pet Sounds                                    | The Beach Boys                 | 1966       |
| 3  | Blue                                          | Joni Mitchell                  | 1971       |
| 4  | Songs in the Key of Life                      | Stevie Wonder                  | 1976       |
| 5  | Abbey Road                                    | The Beatles                    | 1969       |
| 6  | Nevermind                                     | Nirvana                        | 1991       |
| 7  | Rumours                                       | Fleetwood Mac                  | 1977       |
| 8  | Purple Rain                                   | Prince and the Revolution      | 1984       |
| 9  | Blood on the Tracks                           | Bob Dylan                      | 1975       |
| 10 | The Miseducation of Lauryn Hill               | Lauryn Hill                    | 1998       |
| 11 | Revolver                                      | The Beatles                    | 1966       |
| 12 | Thriller                                      | Michael Jackson                | 1982       |
| 13 | I Never Loved a Man the Way I Love You        | Aretha Franklin                | 1967       |
| 14 | Exile on Main St.                             | The Rolling Stones             | 1972       |
| 15 | It Takes a Nation of Millions to Hold Us Back | Public Enemy                   | 1988       |
| 16 | London Calling                                | The Clash                      | 1979       |
| 17 | My Beautiful Dark Twisted Fantasy             | Kanye West                     | 2010       |
| 18 | Highway 61 Revisited                          | Bob Dylan                      | 1965       |
| 19 | To Pimp a Butterfly                           | Kendrick Lamar                 | 2015       |
| 20 | Kid A                                         | Radiohead                      | 2000       |
| 21 | Born to Run                                   | Bruce Springsteen              | 1975       |
| 22 | Ready to Die                                  | The Notorious B.I.G.           | 1994       |
| 23 | The Velvet Underground & Nico                 | The Velvet Underground és Nico | 1967       |
| 24 | Sgt. Pepper’s Lonely Hearts Club Band         | The Beatles                    | 1967       |
| 25 | Tapestry                                      | Carole King                    | 1971       |
| 26 | Horses                                        | Patti Smith                    | 1975       |
| 27 | Enter the Wu-Tang (36 Chambers)               | Wu-Tang Clan                   | 1993       |
| 28 | Voodoo                                        | D’Angelo                       | 2000       |
| 29 | The Beatles                                   | The Beatles                    | 1968       |
| 30 | Are You Experienced                           | Jimi Hendrix                   | 1967       |

### A legtöbb albummal szereplő előadók
| Albumok száma | Előadó                 | Jegyzet                                                                      |
| ------------- | ---------------------- | ---------------------------------------------------------------------------- |
| 9             | The Beatles            | Egy a legjobb 10-ben (5.)                                                    |
| 8             | Bob Dylan              | Egy a legjobb 10-ben (9.)                                                    |
| 7             | Neil Young             | Egy Crosby, Stills, Nash & Young néven, kettő Neil Young & Crazy Horse néven |
| 6             | Kanye West             |                                                                              |
| 5             | The Rolling Stones     |                                                                              |
| 5             | Led Zeppelin           |                                                                              |
| 5             | Bruce Springsteen      |                                                                              |
| 5             | David Bowie            |                                                                              |
| 4             | Aretha Franklin        |                                                                              |
| 4             | Beyoncé                |                                                                              |
| 4             | The Who                |                                                                              |
| 4             | Radiohead              |                                                                              |
| 4             | Joni Mitchell          | Egy a legjobb 10-ben (3.)                                                    |
| 4             | Pink Floyd             |                                                                              |
| 4             | Prince                 | Egy a legjobb 10-ben (8.), egy Prince and the Revolution néven               |
| 4             | Stevie Wonder          | Egy a legjobb 10-ben (4.)                                                    |
| 4             | The Velvet Underground | Egy Nico-val                                                                 |

### Albumok megoszlása évtizedek szerint
- 1950-es évek – 9 (1,8%)
- 1960-as évek – 71 (14,2%)
- 1970-es évek – 155 (31,0%)
- 1980-as évek – 71 (14,2%)
- 1990-es évek – 101 (20,2%)
- 2000-es évek – 51 (10,2%)
- 2010-es évek – 36 (7,2%)
- 2020-as évek – 6 (1,2%)

## Lásd még
- 1001 lemez, amit hallanod kell, mielőtt meghalsz
- Minden idők 500 legjobb dala (Rolling Stone magazin)
- Minden idők 100 legjobb gitárosának listája (Rolling Stone magazin)

## Külső hivatkozások
- Rolling Stone 2003-as listája
- A Rolling Stone 2012-es listája
- A Rolling Stone 2020-as listája
- Post-Gazette cikk Archiválva 2007. augusztus 22-i dátummal a Wayback Machine-ben